# Ralph Grey, barone Grey di Naunton
Ralph Francis Alnwick Grey, barone Grey di Naunton (Wellington, 15 aprile 1910 – 17 ottobre 1999) è stato un avvocato e politico neozelandese.

## Carriera
Ha iniziato la sua carriera come assistente giudiziario, avvocato e procuratore legale, e si è unito il Servizio Amministrativo coloniale nel 1936. Questo lo ha portato a servire come Governatore della Guyana britannica (1958-1964) e delle Bahamas (1964-1968).
Fu nominato barone Grey di Naunton, di Naunton nella Contea di Gloucestershire, il 17 settembre 1968.
Lord Grey fu l'ultimo Governatore dell'Irlanda del Nord (1968-1973). Aveva servito come presidente del Consiglio Centrale della Royal Overseas League (1976-1981) e fu Rettore dell'Università di Ulster (1984-1993).
Ha fornito una introduzione alle Standard Settings of Pipe Music dei Royal Irish Rangers.